# Motivo islamico interlacciato

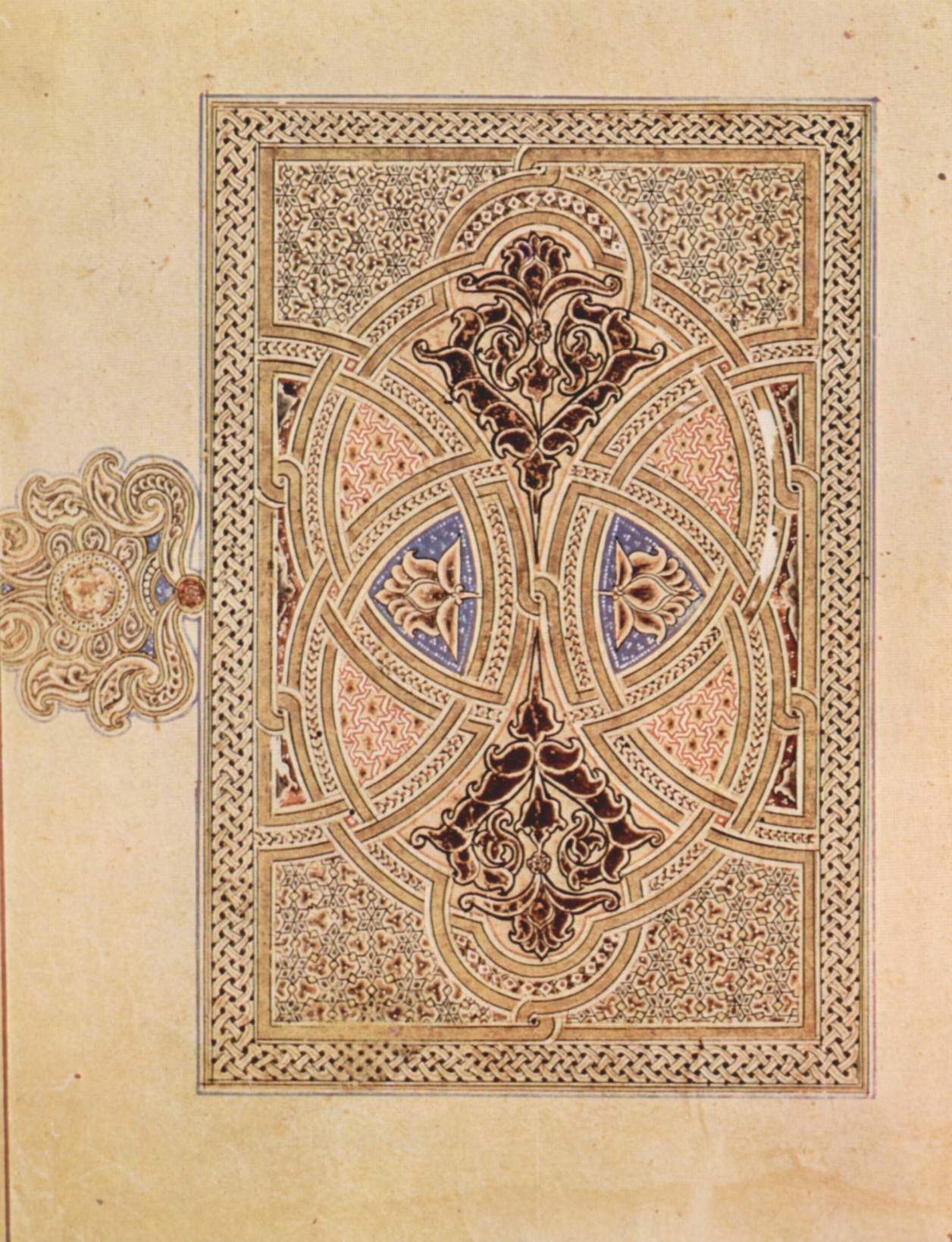
Pagina tappeto da un manoscritto miniato.

L'ornamento a motivo interlacciato islamico è un tipo di decorazione sviluppato nelle aree islamiche. Esso può essere suddiviso in arabeschi, utilizzando elementi vegetali ricurvi e girih, utilizzando per lo più forme geometriche con linee rette o curve regolari. Entrambe queste forme di arte islamica sono caratterizzate da ricchi intrecci anche nell'arte dell'Impero Bizantino e in quello dell'arte copta.

## Panoramica

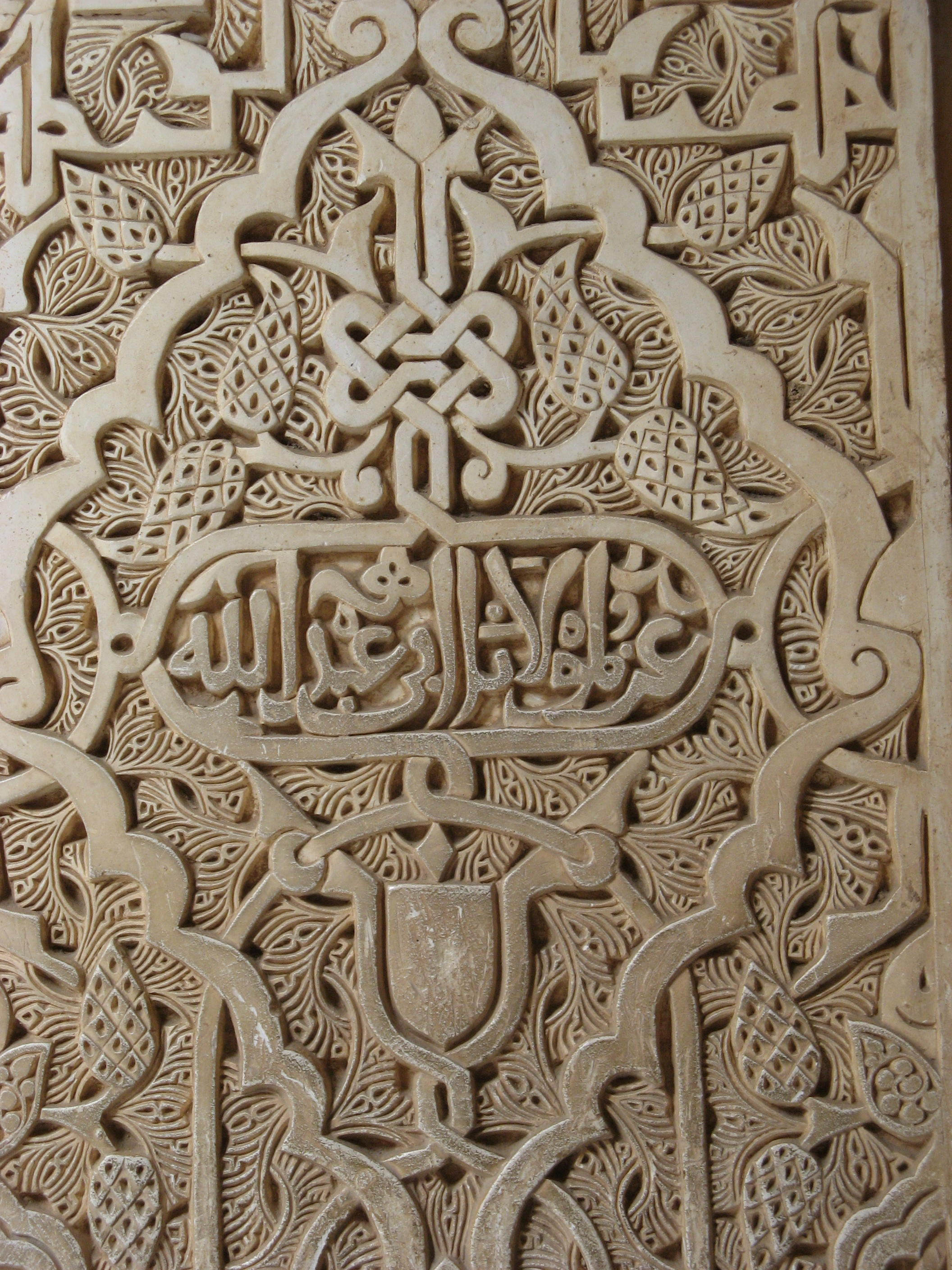
Medaglione iscritto nell'Alhambra.

L'arte islamica si avvale di due grandi categorie di modelli di interlacciamento, vale a dire gli arabeschi, utilizzando elementi vegetali ricurvi, e girih utilizzando i moduli per lo più geometrici. Eva Baer, nel suo libro Ornamento islamico (1998), descrive l'arte: 
Uno dei primi studi occidentali del soggetto era di E. H. Hankin The Design of Geomatical Motifs in the Saracen Art ("Il disegno di motivi geometrici nell'arte saracena"), pubblicato su Memoirs of the Archaeological Societry of India nel 1925. In questo saggio, Hankin ritiene che gli artisti che hanno creato questi disegni abbiano utilizzato un metodo basato sull'uso della bussola e del regolo. Questo punto di vista è supportato dalla maggior parte delle autorità contemporanee sul tema, come ad esempio Keith Critchlow nel suo libro, Pattern islamici: un approccio analitico e cosmologico. Questo spiega come gli oggetti più disparati, in termini di dimensioni, come un libro o una moschea ornata, siano stati trattati da artisti che usano gli stessi metodi geometrici adattati alle dimensioni e alla natura dell'oggetto in fase di ornato.

D'altra parte, Owen Jones descrive un metodo per cui l'ornamento interlacciato è progettato sulla base di griglie geometriche, con le stesse griglie riprelevate alla dimensione dell'oggetto. Nel suo catalogo della mostra al Crystal Palace, Jones ha scritto sull'arte decorativa trovata nell'Alhambra, dove gran parte della decorazione è costituita da disegni intrecciati, che: 

## Arabesco
L'arabesco islamico è una forma di decorazione artistica che consiste di «decorazioni superficiali sulla base di modelli lineari ritmici di scorrimento e interlacciamento di fogliame, viticci» o linee semplici, spesso in combinazione con altri elementi. È di solito costituito da un unico disegno che può essere a piastrelle o senza soluzione di continuità ripetuto tante volte come desiderato.

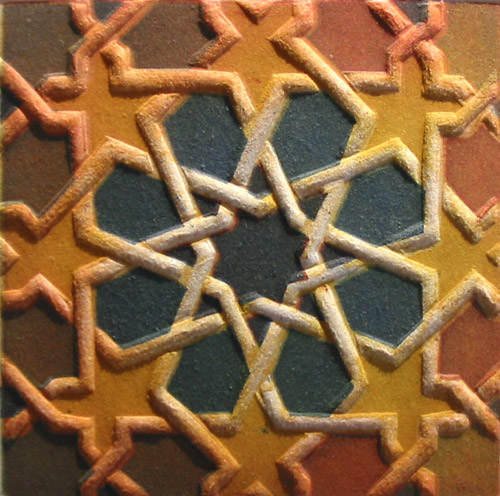
Disegno interlacciato a 8 punti stella in ceramica smaltata.

## Girih
Girih (persiano: گره, "nodo"), anche girih sāzī (گره سازی, "fare il nodo") o girih chīnī (گره چینی), è una forma d'arte decorativa islamica utilizzata in architettura e artigianato (copertine di libri, arazzi, piccoli oggetti metallici), costituito da linee geometriche che formano un tessuto interlacciato. In architettura iraniana, i modelli Girih Sazi sono stati osservati nella muratura banna'i, stucchi, maioliche e su lavoro di mosaico. Il Girih è stato definito come "geometrico (spesso una stella-e-poligono) disegno composto sopra o generato da matrici di punti da cui si irradiano linee di costruzione e presso il quale si intersecano".

## Galleria d'immagini

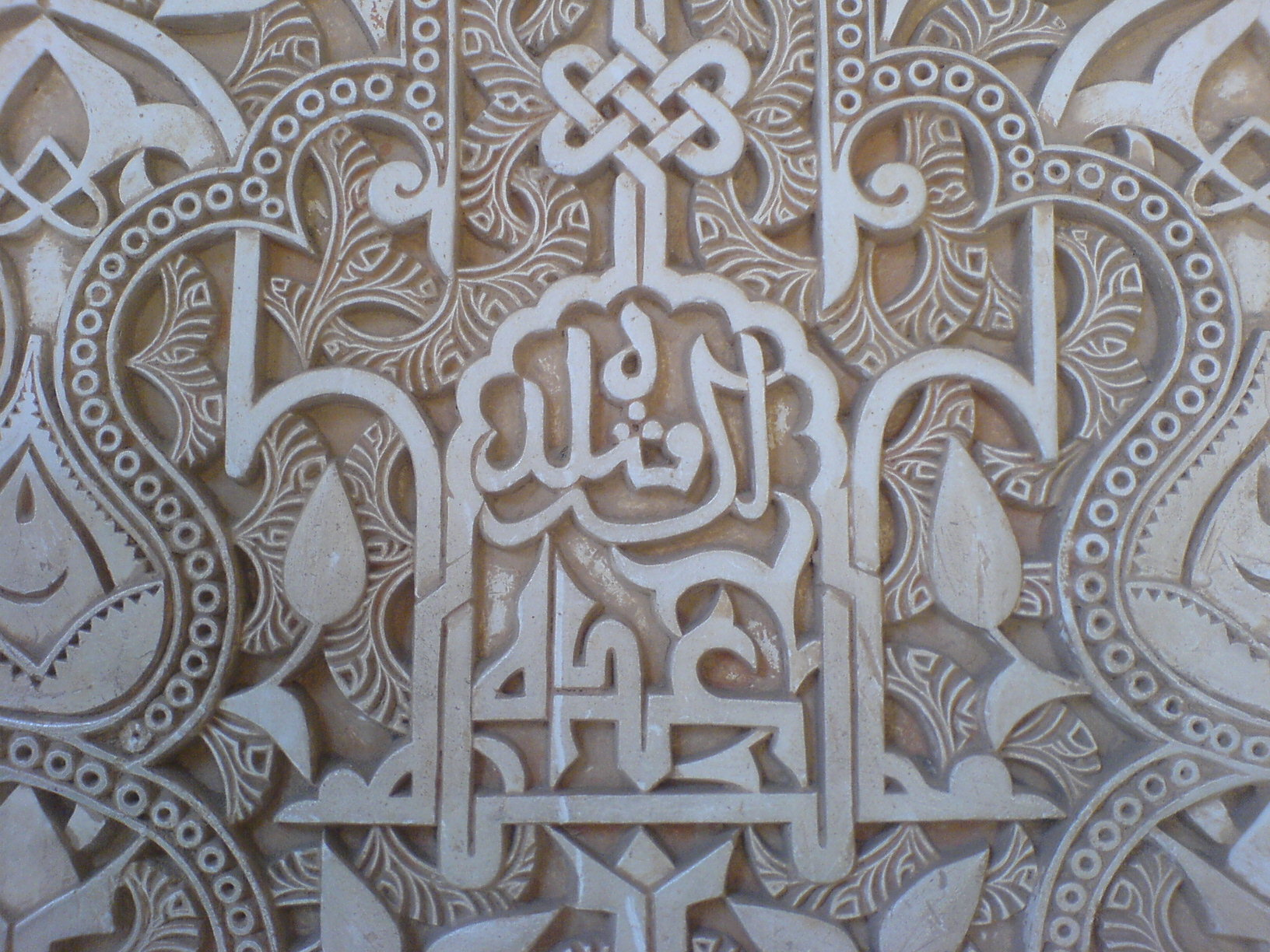
Motivo del Palazzo dell'Alhambra.
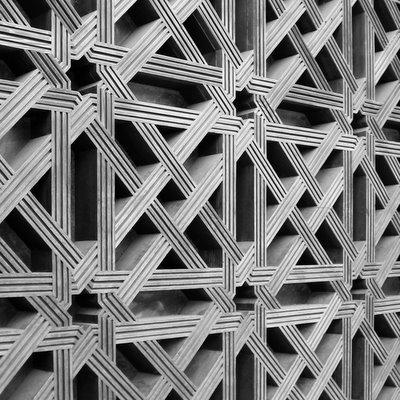
Grata decorata della Moschea di Cordova.
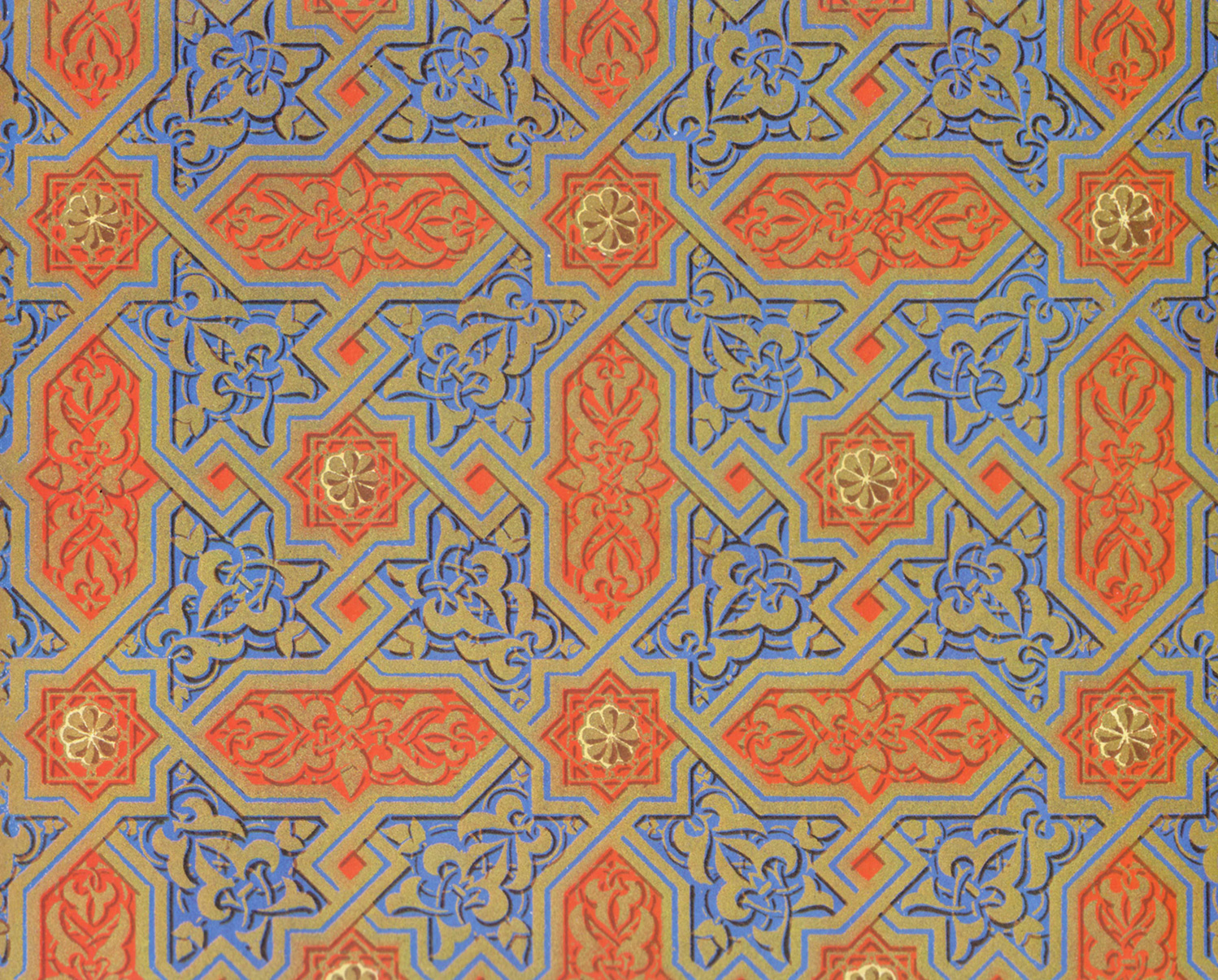
Carta da parati gruppo p. 4. Da The Grammar of Ornament (1856), di Owen Jones.
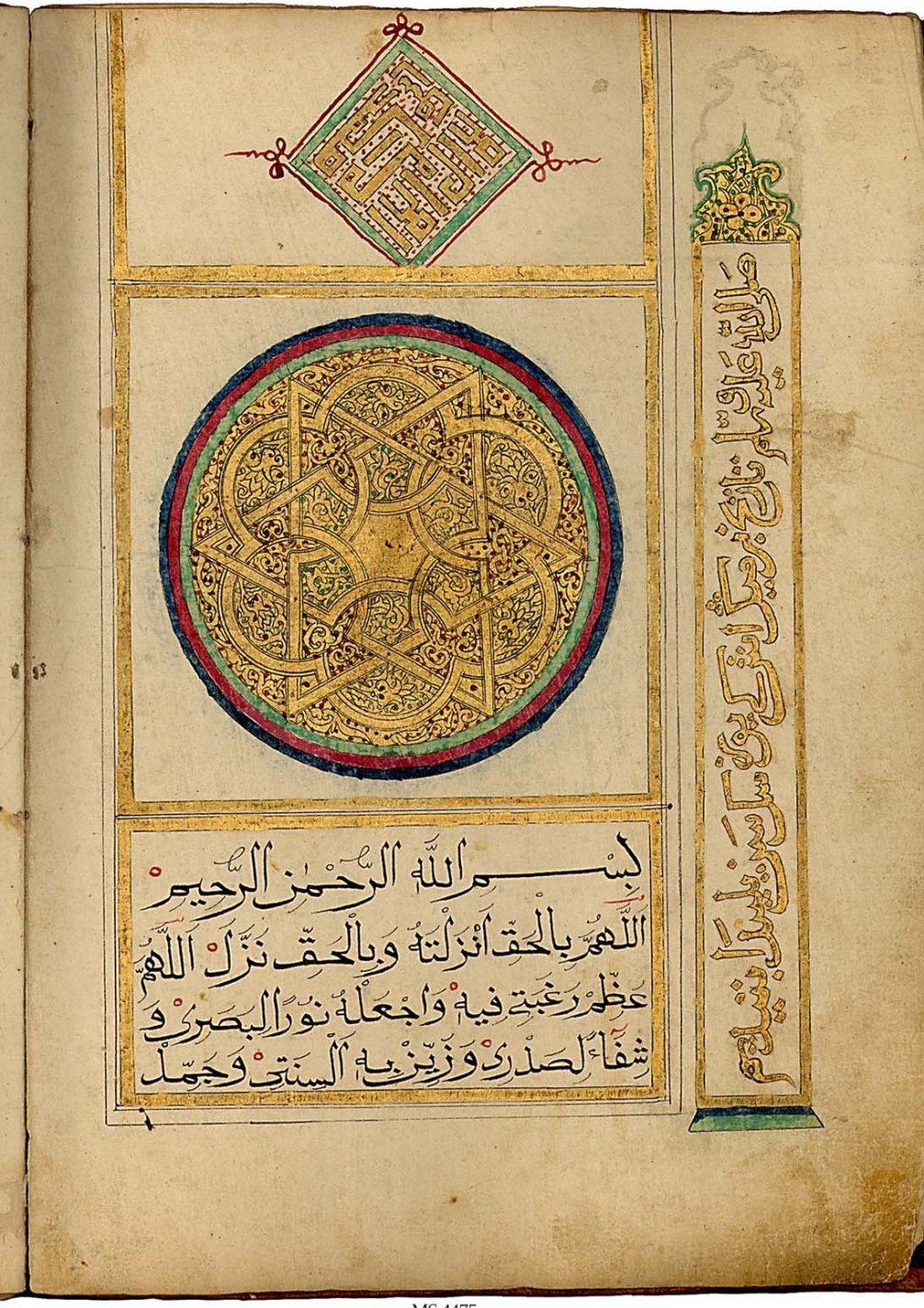
Un Corano con medaglione geometrico di sei cerchi sovrapposti e design stella a 6 punte.
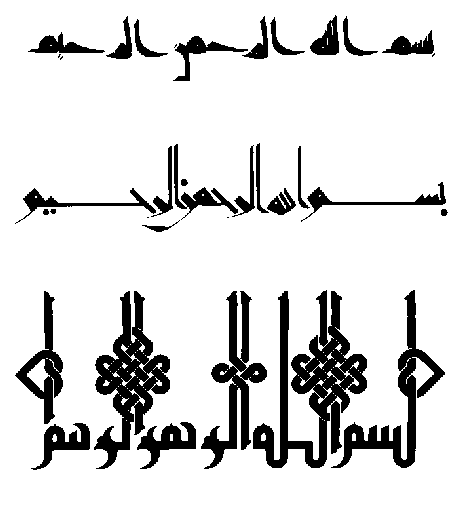
Bismillah in calligrafia cufica.
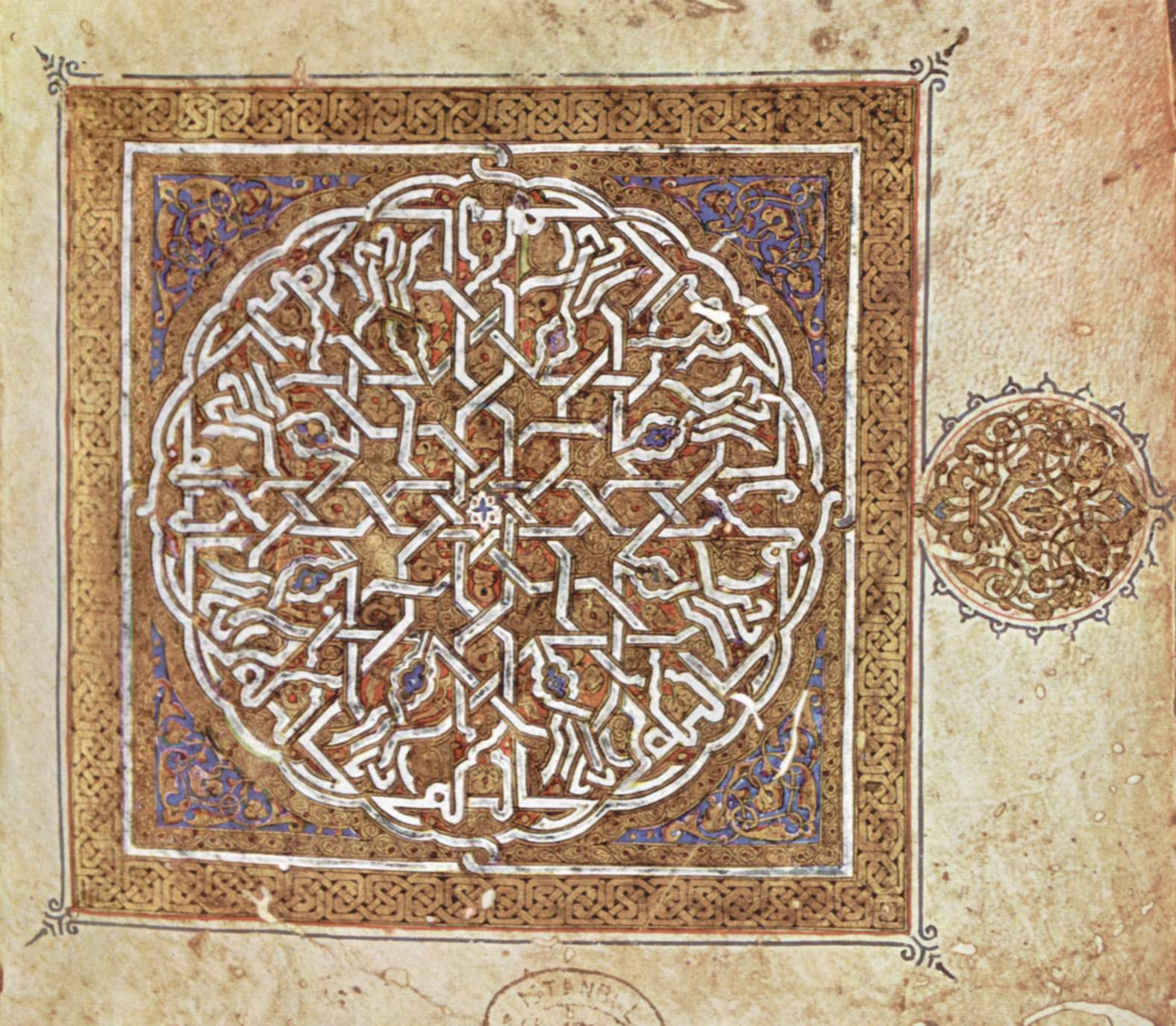
Ornamento geometrico con bordo ad intreccio in un Corano, 1180 circa.
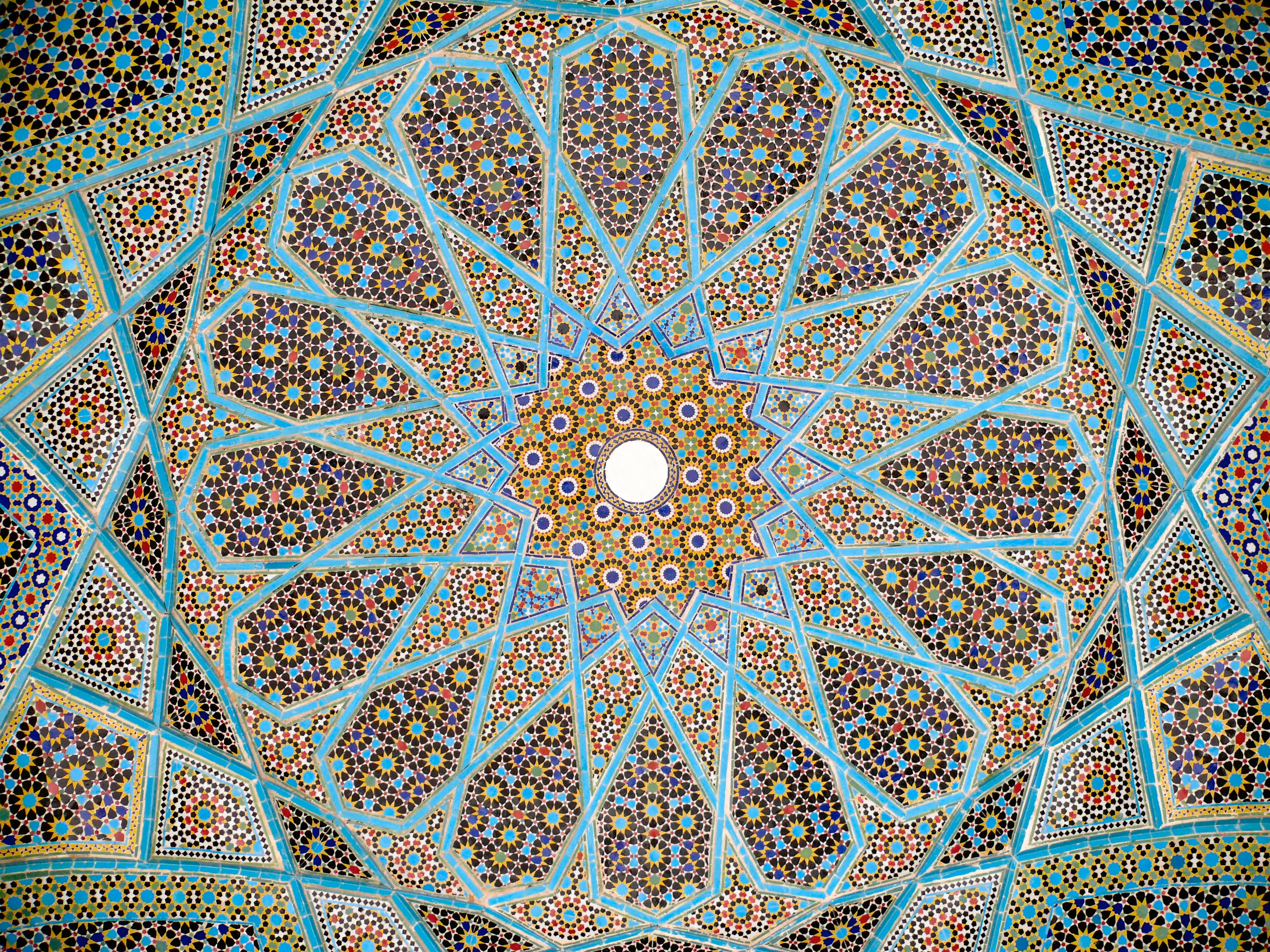
Volta del mausoleo di Hafez.
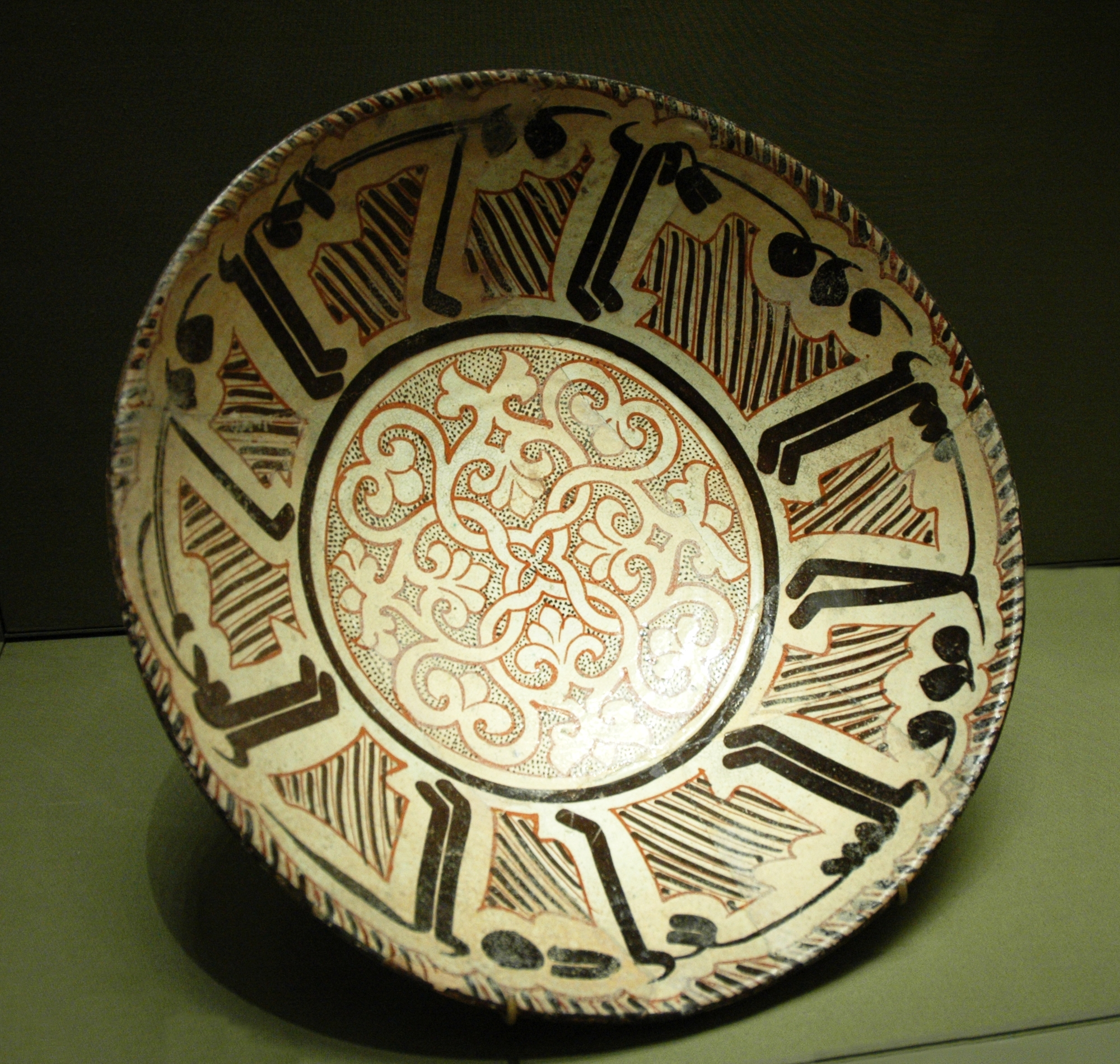
Ciotola con iscrizioni votive cufiche. X e XI secolo, Nishapur.